# P.S. Kocham cię (film)
P.S. Kocham cię (ang. P.S. I Love You) – amerykański film z 2007 roku, w reżyserii Richarda LaGravenese'a na podstawie powieści Cecelii Ahern. Światowa premiera filmu miała miejsce 20 grudnia 2007.

## Obsada
- Hilary Swank – Holly
- Gerard Butler – Gerry Kennedy
- Harry Connick Jr. – Daniel Connelly
- Dean Winters – Tom
- Anne Kent – Rose Kennedy
- Brian McGrath – Martin Kennedy
- Lisa Kudrow − Denise Hennessey